# Synagoge (Chyše)
Koordinaten: 50° 6′ 13,8″ N, 13° 14′ 51,7″ O

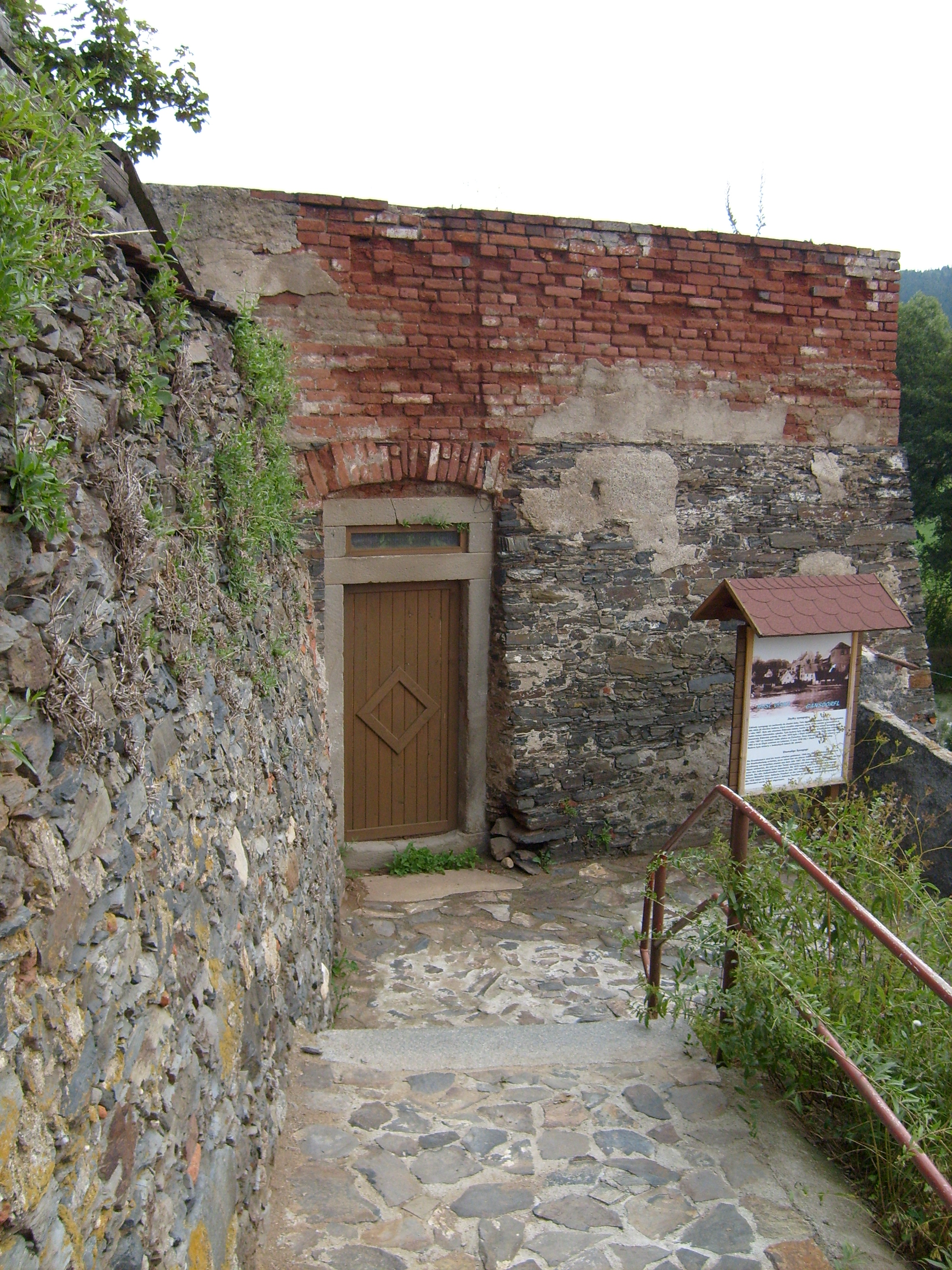
Eingang zur Synagoge in Chyše

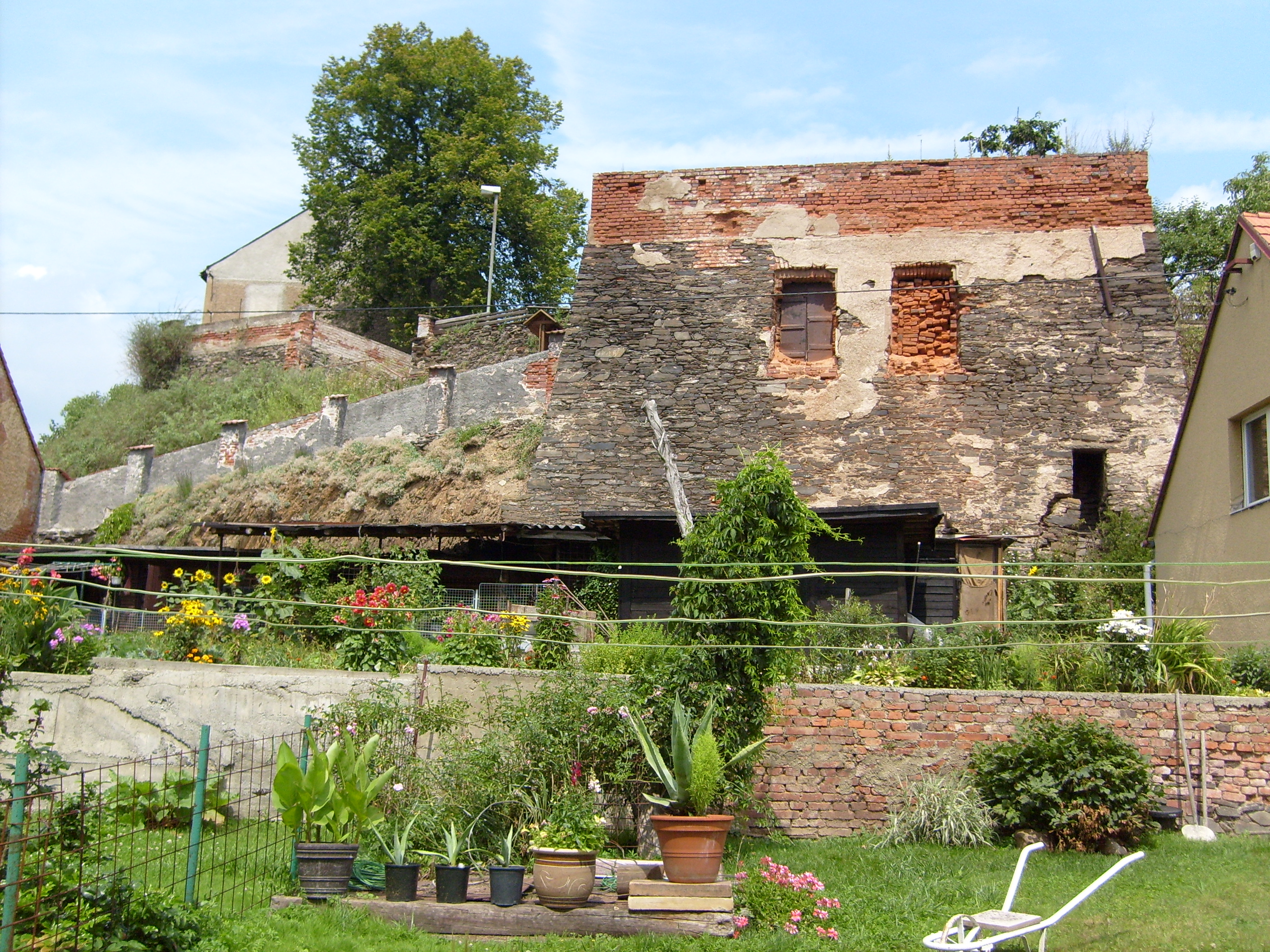
Ruine der Synagoge

Die Synagoge in Chyše, einer Stadt in der Region Karlovarský kraj in Tschechien, wurde 1848 unmittelbar neben den spätmittelalterlichen Festungsanlagen am südlichen Ortsrand gebaut.
Die neue Synagoge ersetzte einen älteren, hölzernen Vorgängerbau. Im Synagogengebäude im Stil des Neoklassizismus war auch bis 1870 die jüdische Schule untergebracht.
Die Synagoge wurde bis 1938 für Gottesdienste genutzt. Nach 1945 verfiel das Synagogengebäude. Später erfolgte ein Teilabriss, nur das Untergeschoss blieb erhalten.